# 岩崎宏
岩崎 宏（いわさき ひろし、1924年9月24日 - 2018年6月4日）は、日本の実業家。東洋ラジエーター（現・ティラド）代表取締役社長を務めた。

## 略歴
長野県上伊那郡辰野町出身。長野県諏訪中学校（現・長野県諏訪清陵高等学校・附属中学校）を経て、東京大学法学部卒業。第一勧業銀行（現・みずほ銀行）取締役を経て、東洋ラジエーター（現・ティラド）代表取締役社長。2018年6月4日、老衰のため死去。